# Olympische Winterspiele 1988/Teilnehmer (Guam)
| Gelbes Symbol für Goldmedaillen mit stilisierten Olympischen Ringen | Graues Symbol für Silbermedaillen mit stilisierten Olympischen Ringen | Braundes Symbol für Bronzemedaillen mit stilisierten Olympischen Ringen |
| ------------------------------------------------------------------- | --------------------------------------------------------------------- | ----------------------------------------------------------------------- |
| —                                                                   | —                                                                     | —                                                                       |

Guam nahm bei den Olympischen Winterspielen 1988 im kanadischen Calgary das erste und bisher einzige Mal an Winterspielen teil.

## Teilnehmer nach Sportarten

### Biathlon
- Judd Bankert
10 km Sprint→ 71. (45:37,1 min – 8 Fehlschüsse)